# Nicole Hackett
Nicole Hackett (* 10. Dezember 1978 in Sydney) ist eine ehemalige australische Triathletin, mehrfache Weltmeisterin (1997, 1998 und 2000) und Olympionikin (2000).

## Werdegang
1997 wurde Nicole Hackett in Perth Triathlon-Junioren-Weltmeisterin und sie konnte diesen Erfolg im Folgejahr wiederholen.
Im November 1998 wurde sie Vizeweltmeisterin im Aquathlon und sie konnte auch diesen Erfolg im Folgejahr wiederholen.
Im Jahr 2000 startete Nicole Hackett für Australien bei den Olympischen Sommerspielen, wo sie den neunten Rang belegte. Im selben Jahr wurde sie Triathlon-Weltmeisterin der Internationalen Triathlon Union (ITU) auf der olympischen Distanz (Kurzdistanz: 1,5 km Schwimmen, 40 km Radfahren und 10 km Laufen).
2002 belegte sie bei den Commonwealth-Games im Triathlon den dritten Rang.

## Sportliche Erfolge
| Datum/Jahr    | Rang | Wettbewerb                                       | Austragungsort | Zeit        | Bemerkung                                                                                       |
| ------------- | ---- | ------------------------------------------------ | -------------- | ----------- | ----------------------------------------------------------------------------------------------- |
| 20. Nov. 2004 | 1    | Laguna Phuket Triathlon                          | Phuket         |             |                                                                                                 |
| 2002          | 3    | Commonwealth Games 2002                          | Manchester     | 02:03:41    |                                                                                                 |
| 2001          | 3    | Goodwill Games                                   | Brisbane       | 02:01:13    | hinter der Siegerin Loretta Harrop                                                              |
| 30. Apr. 2000 | 1    | ITU Short Distance Triathlon World Championships | Perth          | 01:54:43    | Weltmeisterin auf der olympischen Distanz (1.500 m Schwimmen, 40 km Radfahren und 10 km Laufen) |
| 2000          | 9    | Olympische Sommerspiele 2000                     | Sydney         | 02:03:10.81 | 1,5 km Schwimmen, 40 km Radfahren und 10 km Laufen                                              |
| 30. Aug. 1998 | 1    | ITU Triathlon World Championship Junior Women    | Lausanne       | 02:13:17    | Junioren-Weltmeisterin                                                                          |
| 16. Nov. 1997 | 1    | ITU Triathlon World Championship Junior Women    | Perth          | 02:05:31    | Junioren-Weltmeisterin                                                                          |

| Datum/Jahr    | Rang | Wettbewerb                        | Austragungsort | Zeit | Bemerkung |
| ------------- | ---- | --------------------------------- | -------------- | ---- | --------- |
| 31. Aug. 1999 | 2    | ITU Aquathlon World Championships | Noosa          |      |           |
| 8. Nov. 1998  | 2    | ITU Aquathlon World Championships | Noosa          |      |           |

(DNF – Did Not Finish)